# Fidencio Oviedo
Fidencio Oviedo (Ciudad del Este, 30 maggio 1987) è un calciatore paraguaiano, centrocampista del Cerro Porteño.

## Palmarès

### Club

#### Competizioni nazionali
- Campionato paraguaiano: 1

Libertad: 2007